# Histoire militaire de l'Italie
L'histoire militaire de l'Italie couvre une vaste période de temps, depuis les faits d'armes des Étrusques, dans l'Antiquité la plus ancienne, jusqu'aux opérations de maintien de la paix dans le monde de la période contemporaine sous l'égide de l'OTAN, en passant par l'impérialisme romain, l'expansion de la Sérénissime (en), la défense des anciens États, les campagnes de l'empire colonial, les guerres d'Indépendance (it) qui ont conduit à l'unité italienne au XIXe siècle et les conflits mondiaux du XXe siècle au cours desquels la péninsule se trouvait dans une position géo-stratégique centrale.

## Italie antique

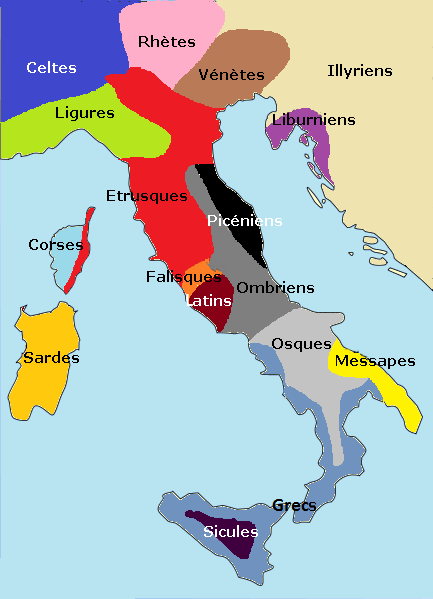
Peuples italiques à l'âge du fer

Au cours du VIIIe siècle av. J.-C. un groupe de tribus italiques (Latins dans l'ouest, Sabins dans la haute vallée du Tibre, Ombriens,  Samnites , Osques et autres) se partage la péninsule italienne avec deux autres grands groupes ethniques: les Étrusques dans le Nord, et les Grecs dans le sud.
Les Etrusques (« Etrusci » ou « Tusci » en latin) sont établis au nord de Rome en Étrurie (nord du Latium, la Toscane et une partie de l'Ombrie). Ils ont fondé des villes comme Tarquinia, Véies et Volterra et ont profondément influencé la culture romaine comme attesté par l'origine étrusque de certains rois romains mythiques. Les origines des Étrusques se perdent dans la préhistoire. Les historiens n'ont pas de littérature, pas de textes de la religion ou de philosophie. Toute la connaissance concernant cette civilisation provient des biens funéraires et de leurs tombes.
Les Italiques comme les Étrusques ont des similitudes dans l'art de la guerre et une tradition militaire affirmée. En plus de marquer le rang et la puissance de certains individus dans leur culture, la guerre est une aubaine économique considérable pour leur civilisation. Comme beaucoup de sociétés anciennes, les Italiques et les Étrusques mènent des campagnes pendant les mois d'été, des raids dans des régions voisines, en essayant de gagner du terrain. La lutte contre la piraterie et le banditisme est un moyen de s'attribuer du prestige et de précieuses ressources comme la terre et les biens. Les prisonniers faits pendant les batailles sont rendus à leur clan ou famille en échange de fortes rançons.
Entre 750 et 550 av.J.-C. les Grecs fondent de nombreuses colonies dans le sud de l'Italie (que les Romains ont appelé « Magna Graecia »), comme Cumes, Naples et Tarente, ainsi que dans la partie orientale de la Sicile,
Après 650 av J.-C., les Étrusques dominent le centre de la paninsule, et fondent dans le nord des villes fondatrices de l'Italie comme Mutina ( Modène) et Felsina (Bologne). La tradition romaine affirme que Rome a été sous le contrôle des sept rois étrusques de 753 à 509 av J.-C. en commençant par le mythique Romulus qui, avec son frère Remus aurait fondé la ville de Rome.

## Rome

Expansion de l'« Italia » à l'époque romaine

## Guerres d'Italie

Carte politique de l'Italie en 1494, avant l'invasion de Charles VIII.

## Risorgimento

L'Italie en 1796.

## Période coloniale

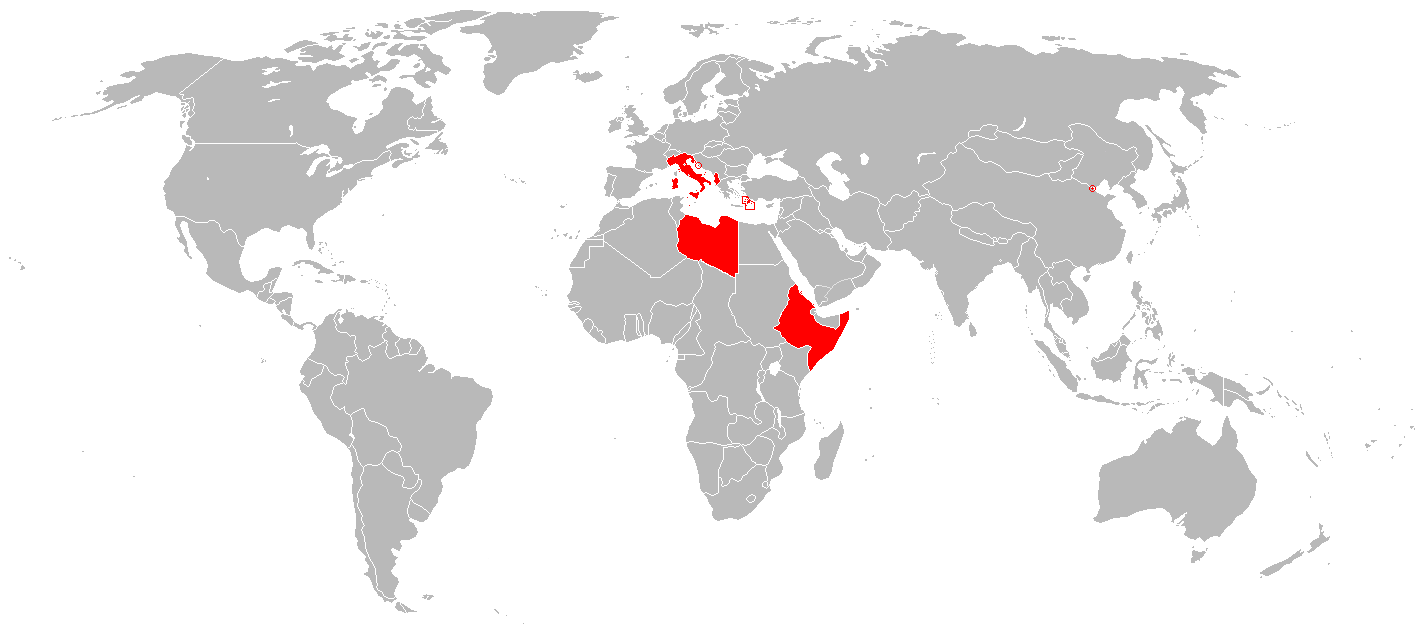
Apogée de l'Empire colonial italien en 1939.